# Beaurepaire (Sena Marítimo)
Beaurepaire é uma comuna francesa na região administrativa da Normandia, no departamento de Sena Marítimo. Estende-se por uma área de 2,83 km². Em 2010 a comuna tinha 507 habitantes (densidade: 179,2 hab./km²).